# Starrkirch-Wil
Starrkirch-Wil (toponimo tedesco) è un comune svizzero di 1 700 abitanti del Canton Soletta, nel distretto di Olten.